# União da Vitória (Manaus)
União da Vitória é um bairro não-oficial de Manaus, capital do estado brasileiro do Amazonas, sendo oficialmente pertencente ao bairro do Tarumã, conforme reconhecido pela prefeitura da cidade. Está localizado no extremo noroeste da cidade, na zona oeste.
Geograficamente, localiza-se antes da barreira que liga Manaus a Itacoatiara e Presidente Figueiredo.

## Transportes
União da Vitória é servido pelas empresas de ônibus Açaí Transportes Coletivos e Vega Transportes.